# Li Si

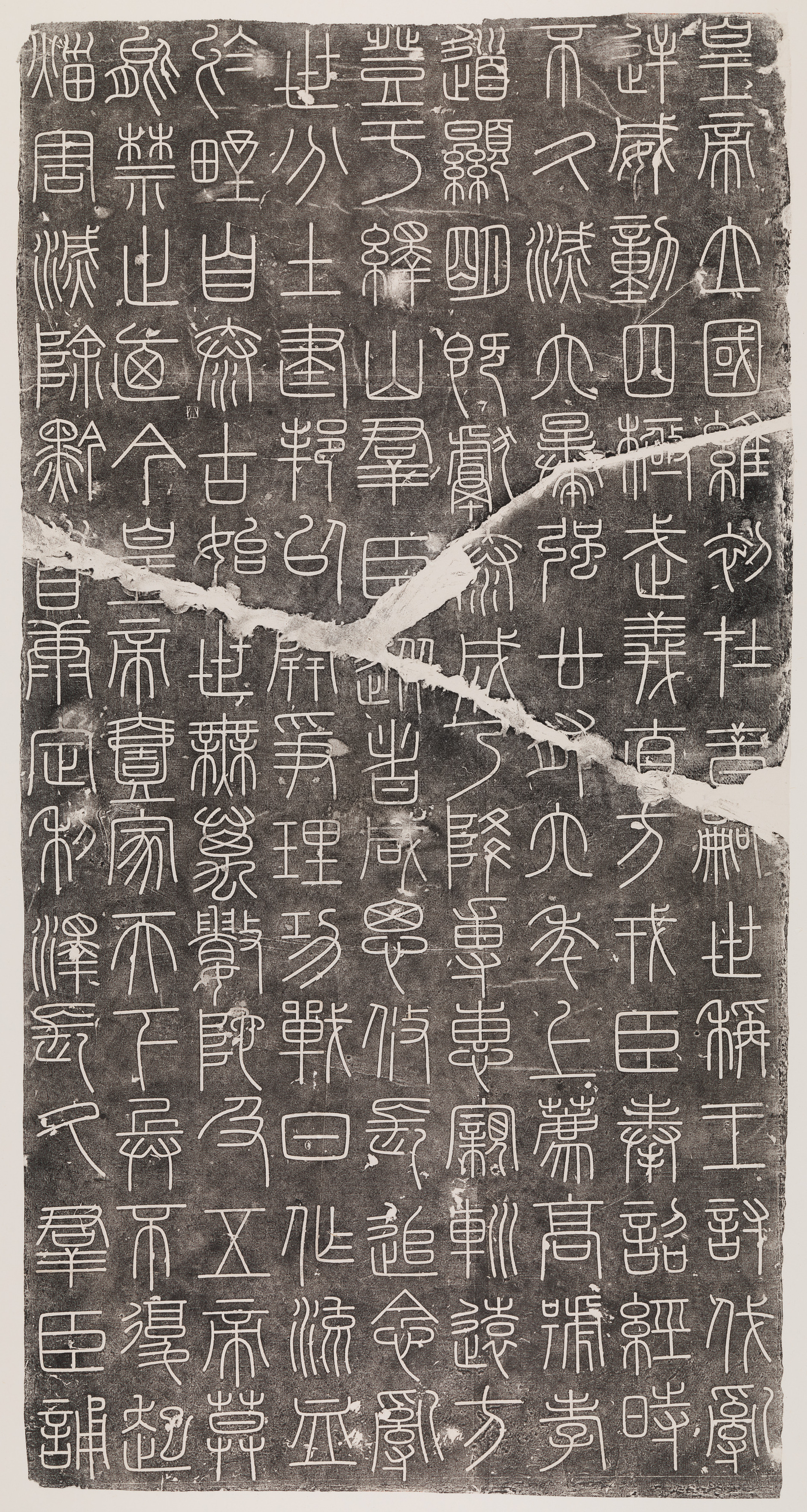
Odbitka inskrypcji z edyktem Pierwszego Cesarza, zgodnie z tradycją osobiście napisanym przez Li Si. Oryginał steli z edyktem uległ zniszczeniu już w czasach dynastii Tang i niniejsza odbitka została wykonana na podstawie kopii autorstwa Xu Xuana (916–991), który z kolei korzystał z kopii wcześniejszych

Li Si (ur. ok. 280 p.n.e., zm. 208 p.n.e.) – kanclerz cesarstwa Qin, legista, uznawany za głównego politycznego architekta zjednoczenia Chin.
Li Si był urzędnikiem niskiej rangi w państwie Chu, który żeby polepszyć swój los zaczął pobierać nauki u Xunzi. Podobnie jak jego kolega ze szkolnej ławy, Han Fei, odpowiedź na pytanie o właściwe metody rządzenia znalazł w legizmie. Ok. 246 p.n.e. udał się do Qin, gdzie został klientem kanclerza Lü Buweia, i zaczął szybko wspinać się po kolejnych szczeblach urzędniczej hierarchii, doradzając królowi Zhengowi (późniejszemu Pierwszemu Cesarzowi) w jego dziele zjednoczenia Chin. Po ustanowieniu Cesarstwa Li Si został jego kanclerzem i zgodnie z zasadami legizmu realizował kolejne projekty unifikacji i standaryzacji, czego najsłynniejszym przykładem był epizod palenia ksiąg, zmierzający do poddania całego nauczania kontroli państwa. Po śmierci Pierwszego Cesarza Li Si doprowadził do objęcia tronu przez jego młodszego syna, Huhaia, jednak następnie przegrał rywalizację o władzę na dworze z eunuchem Zhao Gao i został skazany na śmierć. Ze względu na autorytarny styl rządzenia Li Si do dzisiaj pozostaje postacią kontrowersyjną, jednak ceni się go za ujednolicenie chińskiego pisma i położenie podwalin pod cesarską biurokrację, która stała się modelem dla wszystkich następnych chińskich dynastii.

## Pochodzenie i kariera urzędnicza w królestwie Qin

### Pochodzenie, edukacja i początki kariery w służbie Qin
Li Si urodził się w należącej do gminu rodzinie w Shangcai (na południowy zachód od dzisiejszego powiatu Shangcai w prefekturze Zhumadian) w państwie Chu, gdzie służył jako urzędnik niskiej rangi. Chcąc polepszyć swój los, zaczął pobierać nauki u Xunzi, po czym udał się do Qin, uważał bowiem że tylko w najsilniejszym z ówczesnych chińskich państw będzie miał szansę na rozwinięcie swoich talentów. W Qin właśnie zmarł król Zhuangxiang (249–246 p.n.e.) i Li Si został klientem kanclerza (丞相, chengxiang) Lü Buweia, najbardziej wpływowej osoby na dworze trzynastoletniego króla Zhenga (246–210 p.n.e.).
Korzystając z protekcji Lü Buweia Li Si szybko wspinał się po kolejnych szczeblach urzędniczej kariery i wkrótce jako dżentelmen dworu (郎, lang) został dopuszczony do samego króla, któremu doradzał szybkie działanie w celu zjednoczenia Chin. Li Si miał uważać że Qin jako najsilniejsze państwo może łatwo podbić pozostałe sześć konkurujących z nim królestw, jeśli tylko nie pozwoli na utworzenie skierowanego przeciwko sobie sojuszu. Idee Li Si trafiły na podatny grunt u Króla Zhenga, który nakazał wszczęcie tajnej kampanii wręczania łapówek feudalnym panom, by zapobiec próbom utworzenia jakiegokolwiek sojuszu. Podążając za strategią Li Si król również nie szczędził pieniędzy na poszukiwanie i rekrutację zdolnych ludzi w całych Chinach, którzy byli zabijani jeśli odrzucili jego hojną ofertę.

### Incydent Zheng Guo

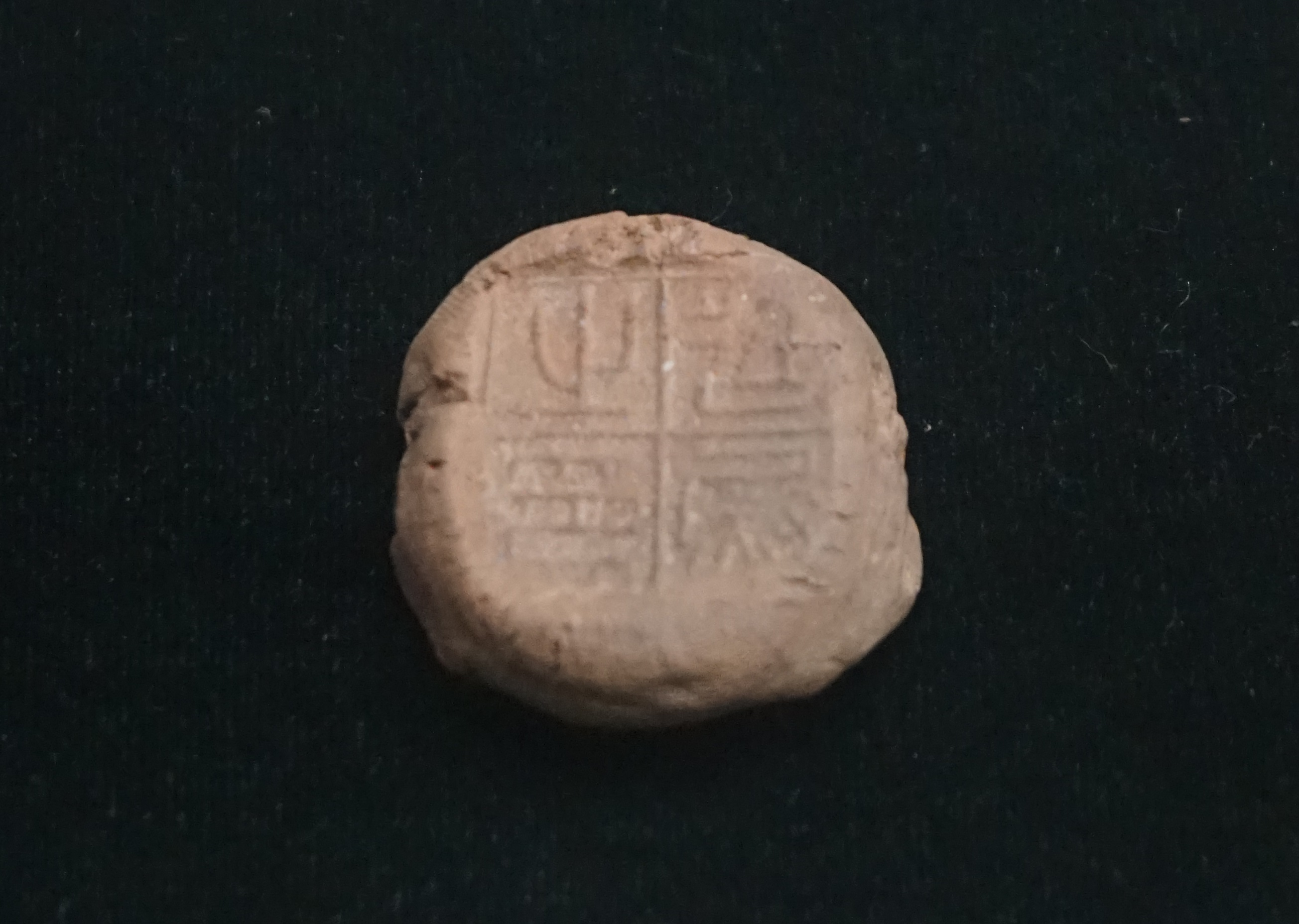
Pieczęć Wielkiego Sędziego (廷尉, tingwei)

Pozycja Li Si miała zostać zagrożona kiedy odkryto, iż Zheng Guo z państwa Han, który pomagał w budowie ważnego kanału, był w rzeczywistości szpiegiem. Korzystając z okazji od dawna wrodzy obcym przybyszom miejscowi arystokraci w 237 p.n.e. przekonali króla, by ten wydał dekret nakazujący wydalenie wszystkich cudzoziemców. Starając się uchronić przed wygnaniem Li Si napisał memoriał przeciwko wygnaniu cudzoziemców, który przeszedł do historii jako jedno z jego ważniejszych dzieł (memoriał przetrwał, gdyż Sima Qian przytoczył go w całości w Zapiskach historyka). Przywoływał w nim szereg przykładów z historii Qin świadczących o tym, że cudzoziemcy przyczynili się do pomyślności kraju, wskazując również na sprowadzane z zagranicy egzotyczne dobra wzbogacające państwo.
Jak zauważa Paul R. Goldin król musiał ustąpić, gdyż pozbycie się cudzoziemców było sprzeczne z jego imperialnymi aspiracjami. Władca całego świata musiał być kimś więcej niż tylko władcą Qin. Okoliczności incydentu Zheng Guo były przy tym tak dramatyczne, że wielu uczonych, zarówno dawnych jak i współczesnych, wątpiło w jego prawdziwość. Przedmiotem debaty jest również data incydentu, co wiąże się z różnymi narracjami w tej kwestii w obrębie Zapisków Historyka. Derk Bodde wątpił w związek pomiędzy sprawą Zheng Guo a dekretem o wydaleniu cudzoziemców, gdyż budowa kanału miała się rozpocząć już w 246 p.n.e., podczas gdy dekret miał zostać wydany w 237 p.n.e. Jego zdaniem wydanie dekretu było raczej spowodowane egzekucją Lao Aia w 238 p.n.e. i późniejszą o rok dymisją Lü Buweia, na co wskazuje chronologiczna bliskość tych powiązanych z cudzoziemcami wydarzeń. Jakiekolwiek były dokładne przyczyny i przebieg incydentu, Li Si odegrał w nim istotną rolę i „objawił się jako jeden z wiodących polityków na dworze Qin oraz zaczął szybko awansować, by osiągnąć urząd Wielkiego Sędziego (廷尉, tingwei)”.

### Śmierć Han Feia
Jeszcze w tym samym 237 p.n.e. Li Si miał zachęcać króla do podboju państwa Han jako właściwego pierwszego kroku na drodze do zjednoczenia Chin, gdyż jego upadek osłabiłby opór innych królestw. Li Si miał udać się do Han by przekonać jego króla do poddania się, zaś ten wysłał do króla Qin swojego krewnego, Han Feia, który podobnie jak Li Si był uczniem Xunzi, by ten uratował Han za pomocą dyplomacji. Wszystkie źródła zgadzają się co do tego, że w 233 p.n.e. Han Fei został wtrącony do więzienia w Qin i zmuszony do samobójstwa, zaś królestwo Han zostało zaanektowane, poza tym jednak dokładne okoliczności tych zdarzeń pozostają niejasne. 
Według Roczników Pierwszego Cesarza z Zapisków Historyka Han Fei przybył do Qin dopiero w 233 p.n.e., cztery lata po tym, gdy Li Si groził królowi Han. Żadne źródła nie wyjaśniają co działo się w międzyczasie. Dzieła Han Feia zachowane w Han Feizi wprowadzają dodatkowe zamieszanie. Zawierają one memoriał Han Feia, w którym ten argumentuje, iż w najlepszym interesie samego Qin jest zachowanie istnienia państwa Han, jak również odpowiedź Li Si, który twierdził, iż niepodległe Han byłoby dla Qin jak poważna choroba dla ciała. Jednak w innym memoriale z Han Feizi Han Fei zwraca się do króla Qin, by ten został „hegemonem” (霸, ba), niszcząc inne państwa, włącznie z Han, ojczyzną Han Feia. Albo któryś z tych dokumentów w rzeczywistości nie pochodzi od Han Feia, albo też dostrzegł on nieuniknione i postanowił przejść na stronę Qin. To ostatnie wyjaśniałoby wersję wydarzeń zawartą w biografii Han Feia, według której to sam Li Si miał przekonać króla, że należy zabić Han Feia, gdyż ten jako członek obcego rodu królewskiego nigdy nie będzie wierny Qin. Sima Qian opowiada tę historię w taki sposób, by nie pozostawić wątpliwości, że Li Si był odpowiedzialny za śmierć Han Feia i doprowadził do niej kierując się własnym interesem. Król Qin miał zatem być pod wrażeniem pism Han Feia i musiał rozważać jego potencjalną wartość jako ministra. Stąd Li Si mógł uważać Han Feia za groźnego rywala i dążyć do jego usunięcia. Wszystko to pozostaje w zgodzie z przedstawionym przez Sima Qiana obrazem Li Si jako bezwzględnego oportunisty. Nie są znane źródła pozwalające na ostateczne zakwestionowanie relacji Zapisków Historyka i w tej sytuacji pozostaje zadowolić się konkluzją, iż „dokładny stopień zaangażowania Li Si w śmierć [Han Feia] pozostaje niejasny”.

## Kanclerz cesarstwa

### Zjednoczenie Chin i reformy Li Si

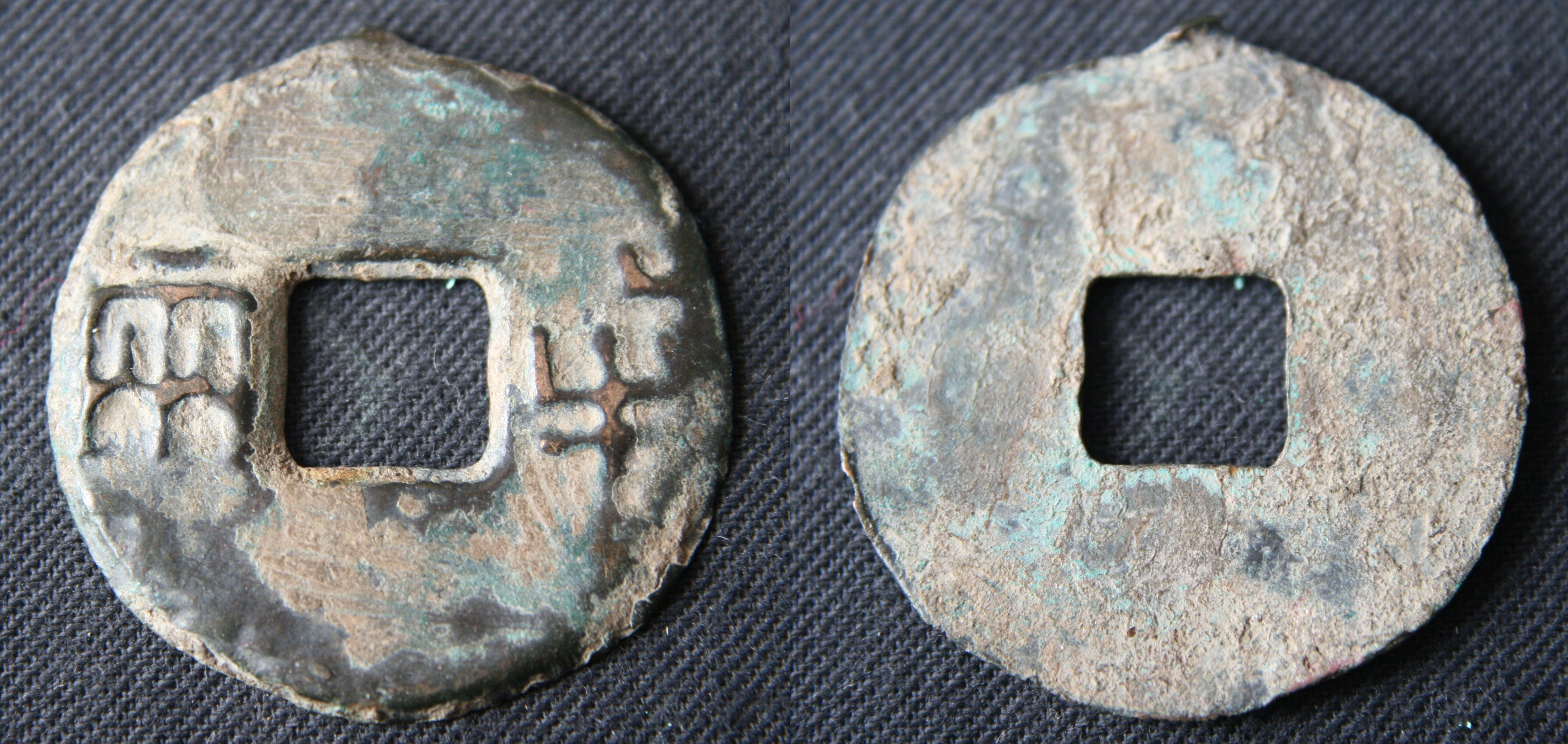
Moneta Cesarstwa Qin

Po zjednoczeniu Chin przez Qin Li Si udało się dostać na sam szczyt urzędniczej hierarchii nowego cesarstwa. Według Zapisków Historyka po przyjęciu przez króla Zhenga nowego tytułu Pierwszego Cesarza kanclerz Wang Wan wraz z innymi urzędnikami zaproponował, by cesarz zgodnie z dawną tradycją rozdzielił pomiędzy swoich krewnych lenna. Li Si jako jedyny zaprotestował, argumentując iż oznaczałoby to zaprzepaszczenie osiągnięć unifikacji i powrót do epoki ciągłych wojen.
Królowie Wen i Wu z dynastii Zhou rozdali lenna wielkiej liczbie synów, młodszych braci i członków swego rodu. Z biegiem jednak czasu rozluźniły się między nimi więzy krwi. Napadali więc na siebie, jakby wrogami byli. Panowie lenni zabijali się wzajem i prowadzili wojny, a Syn Niebios z domu Zhou nie był w stanie im przeszkodzić. – Teraz wszystko, co w obrębie mórz położone, dzięki boskiemu duchowi Waszej Wysokości zjednoczone jest i podzielone na komanderie i powiaty. Synowie z rodu cesarskiego i zasłużeni poddani zostali nagrodzeni tytułami książąt, pobieraniem podatków i prawem do myta. To zupełnie wystarczy
 Cesarz zgodził się z Li Si i tym samym w nowym cesarstwie Qin został zaprowadzony model scentralizowanej biurokracji pozostającej pod bezpośrednią kontrolą władcy. 
Centralizacja objęła nie tylko system polityczny, ale również wiele innych dziedzin. Ujednolicono system miar i wag, system monetarny, wprowadzono ten sam rozstaw osi wozów na wszystkich drogach. Cała broń znajdująca się w rękach innych niż żołnierzy Qin miała zostać skonfiskowana i przetopiona, zaś arystokratyczne rodziny ze zniszczonych królestw przesiedlono do nowej stolicy imperium, gdzie wybudowano kopie ich dawnych pałaców. Gdzieś pomiędzy 219 a 213 p.n.e. Li Si został kanclerzem cesarstwa (w 219 p.n.e. jako kanclerz nadal wymieniany jest Wang Wan, zaś w 213 p.n.e. jako kanclerza wskazuje się już Li Si) i chociaż źródła nie wspominają jaki był jego udział we wspomnianych powyżej reformach, to pozostają one w zgodzie z jego imperialną wizją, dzięki której stał się sławny. Już w 237 p.n.e. w swoim memoriale przeciwko wygnaniu cudzoziemców z Qin przedstawił on pogląd na państwo jako byt, który przekracza regionalne różnice poprzez inkorporację na tych samych zasadach wszystkich terytoriów na świecie. Wszystkie propozycje Li Si odzwierciedlają konsekwentny i rewolucyjny pogląd na misję Qin: „zjednoczenie podzielonych królestw i ustanowienie nowej, scentralizowanej formy rządu, przy wyeliminowaniu różnorodnych zwyczajów i odrzuceniu jakiejkolwiek polityki, która mogłaby prowadzić do odbudowy regionalnych potęg”.
Li Si jest bezpośrednio kojarzony ze standaryzacją pisma, o czym wzmiankuje kilka źródeł, w tym m.in. Xu Shen w swoim Shuowen Jiezi. Wskazuje się go jako autora tekstu, obecnie zaginionego, który był rezultatem reformy. Niemniej Derk Bodde uważa, że „jest raczej czymś nieprawdopodobnym, by wysoki urzędnik taki jak Li Si miał znaleźć czas na osobiste zajęcie się szczegółami reformy. Prawdopodobnie to od niego wyszła sama idea, po czym jej wykonanie zlecił grupie uczonych”. Reforma Li Si doprowadziła do uproszczenia i racjonalizacji pisma wielkopieczęciowego, które zostało sprowadzone do nowego tzw. pisma małopieczęciowego. Dokonano przy tym standaryzacji regionalnych wariantów pisma, prawdopodobnie przynajmniej częściowo opierając się na jego formie obowiązującej w Qin, ustanawiając tym samym jeden wzorzec pisma dla całych Chin. Standaryzacja pisma miała daleko idące konsekwencje, „nie tylko dla chińskiej kaligrafii, ale również dla ciągłości i stabilności chińskich znaków, pomimo okazjonalnego politycznego zamętu”.

### Palenie ksiąg

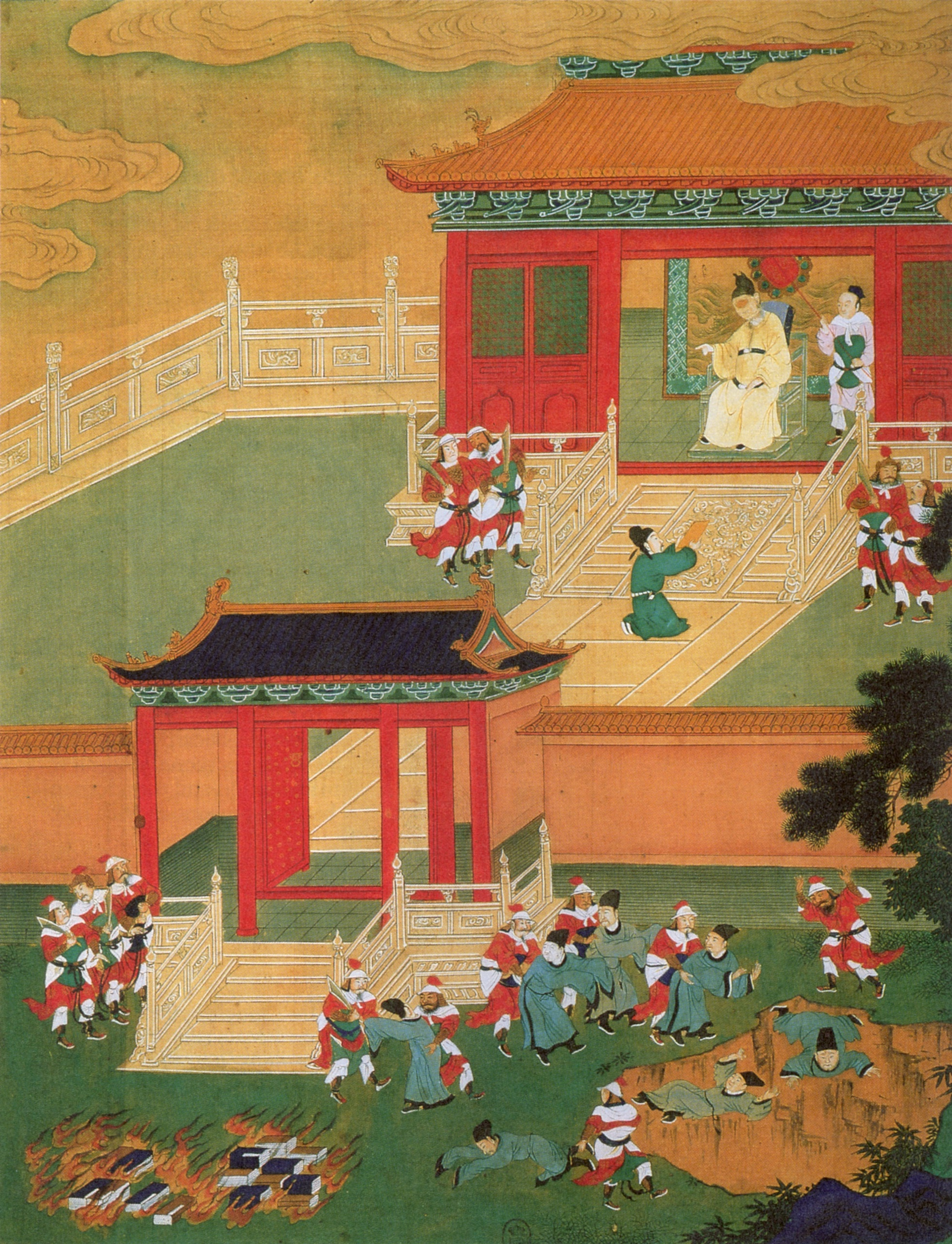
Palenie ksiąg i grzebanie uczonych – XVIII wieczna ilustracja do Dijian tushuo Zhang Juzhenga (1525–1582); Bibliothèque nationale

W 213 p.n.e. uczony Chunyu Yue ponownie argumentował przed cesarzem, iż ten powinien rozdzielić lenna pomiędzy swoich krewnych, jak również niektórych ministrów. Cesarz skierował sprawę do Li Si, który tym razem zareagował na propozycję przywrócenia dawnego porządku poprzez sięgnięcie do samego źródła problemu. W skierowanym do tronu memoriale krytykował samą ideę prywatnych studiów, na podstawie których tacy uczeni jak Chunyu Yue ośmielają się krytykować politykę rządu. Było to jego zdaniem niedopuszczalne, ponieważ w jednolitym państwie to jedynie cesarz ma prawo do decydowania o tym co jest słuszne. Dlatego konieczne jest zakazanie prywatnego nauczania, gdyż inaczej „autorytet władcy podupadnie, wśród ludu zaś powstaną tajne stowarzyszenia”. W konkluzji swojego memoriału Li Si proponował, by spalić księgi szkół filozoficznych, w szczególności zaś konfucjanistów, oraz pod groźbą kary śmierci zabronić prywatnego nauczania, które odtąd miało być domeną jedynie urzędników Qin. Wyjątkiem miały być jedynie książki dotyczące historii Qin, leczenia, leków, wróżbiarstwa i rolnictwa; według jednej z wersji memoriału Li Si pozwalał również na zatrzymanie posiadanych przez siebie ksiąg akademikom powołanym przez rząd. Cesarz zaaprobował propozycję Li Si.
Był to słynny epizod „palenia ksiąg” (焚书, fenshu), wydarzenie, z którym Li Si jest najczęściej kojarzony w zbiorowej pamięci późniejszych chińskich uczonych. Niektórzy dzisiejsi historycy zauważają, że nie jest jasne, na ile rzeczywiście doszło do masowego niszczenia ksiąg, ponieważ zachowało się niewiele świadectw dotyczących bezpowrotnie utraconych dzieł. Ten argument nie jest jednak zbyt przekonujący, ponieważ w starożytnych Chinach powszechnie uczono się tekstów na pamięć, tak że później mogły one zostać odtworzone nawet wtedy, gdy utracono ich pisemne kopie. Istnieje szereg informacji o tym, iż w czasach dynastii Han uczeni starali się ponownie spisać to, co zapamiętali. Jeśli przyjmie się, że rzeczywiście zachowano kopie wszystkich książek w cesarskiej bibliotece, wycofując je jedynie z publicznego obiegu, to rację należy przyznać Liu Dakui (1698–1779), który uważał, iż do prawdziwej katastrofy doszło, kiedy Xiang Yu zdobył Xianyang i spalił cesarski pałac wraz z biblioteką.
Nawet jeśli dokładne okoliczności „palenia ksiąg” pozostają niezbyt jasne i rzeczywiście jest możliwe, że waga całego incydentu uległa wyolbrzymieniu w późniejszej świadomości, to jest jasnym, że sama propozycja pozostaje w zgodzie z politycznymi poglądami Li Si. Prywatne nauczanie było nie do pogodzenia z pretensjami nowego cesarstwa i unicestwienie całego autonomicznego życia intelektualnego było jedynie logiczną konkluzją reform, za którymi Li Si orędował od lat. Zgodnie z jego sposobem myślenia, jakakolwiek instytucja, której autorytet nie pochodził bezpośrednio od cesarza, z samej swej natury podważała fundamenty imperium i musiała być zniszczona. Krótko mówiąc, „Li Si był niezdolny do wyobrażenia sobie kwitnącego imperium, które pozwalałoby na swobodę myślenia, nie mówiąc o sprzeciwie”.
Li Si znajdował się teraz u szczytu swojej politycznej kariery – wszyscy jego synowie byli ożenieni z księżniczkami, zaś jego córki poślubiły książąt. Sima Qian pozwala sobie na przedstawienie obrazowej sceny, która służy mu jako pretekst do pokazania, iż sam kanclerz przeczuwał rychłą odmianę swego losu. Gdy Li Si wyprawił ucztę na cześć swojego najstarszego syna, Li You, który miał powrócić do domu po okresie sprawowania namiestnictwa Sanchuanu (komanderii na wschód od stolicy, w dzisiejszej prowincji Henan), u bram rezydencji kanclerza miało się stawić tysiące rydwanów i koni urzędników imperium. Zdając sobie sprawę, że właśnie osiągnął szczyt pomyślności, Li Si miał rozmyślać o dawnym powiedzeniu Xunzi, który ostrzegał, iż zgodnie z naturą rzeczy po okresie największego wzrostu musi nastąpić schyłek.

### Upadek
Pod koniec 211 p.n.e. Pierwszy Cesarz udał się w jedną ze swoich podróży po imperium i zabrał ze sobą Li Si wraz ze swoim młodszym synem, Huhaiem. Kiedy cesarz zmarł w trakcie podróży na przełomie lipca i sierpnia 210 p.n.e., Li Si obawiając się, iż w kraju mogą wybuchnąć bunty, postanowił zataić śmierć władcy aż do momentu powrotu do stolicy. Zanim zmarł, cesarz podyktował list do swojego najstarszego syna, Fusu (którego wcześniej wygnał na front do obozu generała Meng Tiana za obronę Konfucjusza), nakazując mu przybycie do Xianyangu i pochowanie swojego ojca. Eunuch Zhao Gao, który obok Li Si i Huhaia był jednym z kilku ludzi wiedzących o istnieniu listu, przekonał teraz młodszego syna Pierwszego Cesarza, że to on powinien objąć tron. Początkowo Li Si miał odmówić udziału w spisku, chcąc pozostać wiernym ostatniej woli cesarza. Jednak Zhao Gao argumentował, iż Fusu ufa jedynie Meng Tianowi i z pewnością po objęciu władzy pozbawi Li Si urzędu kanclerza. Po wielokrotnych namowach Li Si ostatecznie ustąpił i zamiast oryginalnego listu cesarza do Fusu wysłano cesarski rozkaz, nakazujący popełnić mu samobójstwo. Fusu wykonał rozkaz, zaś Meng Tian został uwięziony. Wśród uczonych często kwestionuje się narrację Sima Qiana w tej kwestii, w szczególności wskazując, iż nie mógł on znać sekretnych rozmów spiskowców. Nie ma jednak innych źródeł pozwalających potwierdzić lub obalić jego opowieść.
Zgodnie z przewidywaniami Zhao Gao Huhai, który przyjął tytuł Drugiego Cesarza, okazał się bezwolnym narzędziem w jego ręku. Zhao Gao i Li Si walczyli ze sobą o wpływ na nowego władcę, „była to jednak rywalizacja, w której Li Si był skazany na porażkę, ponieważ Zhao Gao był sprawniejszy w manipulowaniu dziecinnym cesarzem”. Zhao Gao stopniowo odsuwał Drugiego Cesarza od spraw państwa, w coraz większym stopniu osobiście sprawując władzę i zastępując dotychczasową elitę swoimi faworytami. Zwiększono surowość kar i wielu członków wpływowych rodzin zostało skazanych na śmierć, a ich własność została skonfiskowana. Pozbawiło to Drugiego Cesarza jakiejkolwiek niezależnej bazy politycznej. W dodatku wydatki na budowę cesarskiego pałacu wymagały zwiększenia podatków. Li Si miał protestować przeciwko takiej polityce, wskazując cesarzowi, iż jego nadrzędna pozycja musi być absolutnie niekwestionowana, zaś rząd musi kontrolować wszelką aktywność i gwarantować, że za każde działanie będzie poniesiona odpowiedzialność. Należy kierować się naukami Shen Buhaia i Han Feia, zaś cesarz musi zachować pełnię swojej władzy. Pouczenia Li Si sprawiły jedynie, iż Zhao Gao zaczął kwestionować lojalność kanclerza. W tej sytuacji Li Si miał przypomnieć cesarzowi o sytuacjach, kiedy władcy zostali obaleni przez swoich potężnych ministrów. W odpowiedzi Drugi Cesarz wystąpił z płomienną obroną Zhao Gao i nakazał mu wszczęcie śledztwa.
W międzyczasie w cesarstwie wybuchło powstanie pod wodzą Chen She i Wu Guanga. Znajdujący się w stanie kompletnego zamętu rząd imperium okazał się niezdolny do jego szybkiego stłumienia. Nadal sprawujący namiestnictwo Sanchuanu syn Li Si, Li You, nie był w stanie powstrzymać marszu rebeliantów w kierunku stolicy. Zhao Gao natychmiast wykorzystał ten fakt do oskarżenia Li Si i jego syna o udział w rebelii. Aresztowany Li Si w liście z więzienia zapewniał o swojej lojalności, jednocześnie wyliczając błędy cesarskiego rządu i nie wahając się wytknąć Drugiemu Cesarzowi jego braku skrupułów i oddawanie się przyjemnościom, by na końcu przewidywać ruinę cesarstwa. To pismo nie wywarło jednak spodziewanego skutku i zagrożony karą chłosty oraz oskarżony o planowanie wraz z synem rebelii w akcie desperacji Li Si przyznał się do zarzucanych mu czynów, w skierowanej do cesarza prośbie o łaskę przywołując trzydzieści lat wiernej i owocnej służby. Zhao Gao nie pozwolił, by ten ostatni list Li Si dotarł do cesarza, który miał wątpliwości co do winy kanclerza i zamierzał wysłać swojego przedstawiciela, by ten jeszcze raz zbadał sprawę. Wcześniej jednak u Li Si pojawili się ludzie Zhao Gao, bijąc go, gdy ten nie przyznawał się do winy. Kiedy pojawił się prawdziwy wysłannik cesarza, Li Si odmówił powiedzenia czegokolwiek. Zimą 208 p.n.e. na Li Si i jego synu dokonano publicznej egzekucji, zaś jego klan został wytępiony.

## Dziedzictwo

### Li Si jako legista
Podobnie jak jego kolega, Han Fei, Li Si był zwolennikiem legizmu. Wprawdzie nie pozostawił po sobie żadnego samodzielnego filozoficznego dzieła, jednak same jego memoriały zachowane w Zapiskach historyka uważane są za ważne źródło do poznania tej filozofii. To, co łączyło Han Feia i Li Si z ich mistrzem, Xunzi, to odrzucenie przekonania Mencjusza, że człowiek jest z natury dobry. O ile jednak Xunzi, zgodnie z zasadami konfucjanizmu, uznawał, iż w człowieku może dokonać się moralna przemiana za pomocą edukacji i kultywowania cnoty, to legiści uważali za niepodważalny fakt, że ludzie w swoim postępowaniu kierują się własną korzyścią. Władca nie powinien dążyć do ich moralnej przemiany, ale ukierunkować ich pragnienie bogactw i społecznego prestiżu w taki sposób, by służyło ono państwu. W swoim memoriale skierowanym do Drugiego Cesarza Li Si cytował Han Feia, według którego: „łagodna matka może mieć niedobrego syna, ale w zdyscyplinowanym domostwie nie ma niesfornych niewolników”, przy czym od siebie dodawał, iż: „jest tak ponieważ niewolnicy są pewni, że zostaną ukarani”.
Centralnym pojęciem legizmu było fa (法), które to słowo zazwyczaj tłumaczy się jako „prawa” (łac. leges), i to od niego wzięła się nazwa całego ruchu w języku polskim. Jednak przez fa w legizmie rozumiano wszelkiego rodzaju standard, tak że pojęcie to obejmowało „wagi, miary, rozstaw osi rydwanu itd. i wtórnie przepisy karne jako eksplicytne publiczne sformułowania kar w sposób mechaniczny dostosowane do nazywania złych czynów”. Polityka unifikacji i standaryzacji Li Si może uchodzić za wręcz modelowy przykład praktycznego zastosowania legizmu. Z kolei w jego niezgodzie na to, by Drugi Cesarz cedował jakąś część swojej władzy na Zhao Gao, możemy dostrzec przywiązanie do legistycznego ideału autorytetu (势, shi), zgodnie z którym władza w rękach jednoczącego całe państwo jedynowładcy ma być niepodzielna i absolutna.
Uzasadniając „palenie ksiąg” Li Si odwoływał się do typowo legistycznej idei, zgodnie z którą czasy się zmieniają, w związku z czym nie ma sensu postępowanie oparte na tradycji, lecz należy działać w oparciu o ocenę aktualnej sytuacji. Zaznaczał on, iż: „Żaden z Pięciu Cesarzy nie powtarzał niczego po swym poprzedniku. Trzy dynastie [czyli Xia, Shang i Zhou] nie naśladowały się wzajemnie. Każda z nich rządziła na swój sposób i nie czyniły one tak dlatego, iż się sobie sprzeciwiały, lecz dlatego, że czasy się zmieniały”. To Han Fei postulował, iż państwo nie powinno pozwalać na prywatne nauczanie, które powinno odbywać się jedynie pod jego kontrolą. Li Si znowu był tym, który zastosował tę ideę w praktyce.

### Opinie potomnych
W starożytnych źródłach można znaleźć różne opinie na temat Li Si. Han Gaozu miał go chwalić za przypisywanie sukcesów swojemu panu, zaś branie na siebie odpowiedzialności za porażki. Sima Qian w sumie przedstawia jego wyważony obraz, z jednej strony pokazując jego talenty i osiągnięcia w trakcie procesu zjednoczenia, z drugiej jednak zwracając uwagę na sytuacje, gdy górę brał jego oportunizm prowadzący do nielojalności. Według Liu Xianga Pierwszy Cesarz podziwiał zdolności Li Si. Ban Gu opisuje go jako oportunistę, który znalazł się w niezwykle trudnej sytuacji i ostatecznie osiągnął jedynie krótkotrwałe rezultaty.
Chociaż takie działania jak „palenie ksiąg i grzebanie uczonych” nadal wzbudzają żywe dyskusje, to zasługi Li Si w ustanowieniu scentralizowanej administracji Cesarstwa i standaryzacji pisma są wysoce cenione zarówno przez dawnych, jak i dzisiejszych uczonych. Jak stwierdza Paul R. Goldin: „Ostatecznie musimy przyznać, że wizja Li Si, głównego architekta wczesnego chińskiego imperializmu, wpłynęła na bieg historii całego subkontynentu. Większość późniejszych autorów potępia go jako zdrajcę i oportunistę, ale nie ma wątpliwości, iż cesarskie instytucje każdej następnej dynastii były dziedzicami modelu scentralizowanej biurokracji ustanowionego przez Li Si. Jeśli, jak twierdzą niektórzy historycy [tj. Étienne Balázs], chińska cywilizacja była cywilizacją biurokratyczną, to dla Li Si musi być zarezerwowane miejsce jako dla jednego z jej ojców założycieli”.

### Opracowania
- Derk Bodde: The state and empire of Ch'in. W: Denis Crispin Twitchett, Michael Loewe: The Ch'in and Han Empires, 221 B. C.-A. D. 220. Cambridge: Cambridge University Press, 1986. ISBN 0-521-24327-0.
- Kim-chong Chong: Classical Confucianism (II): Meng Zi and Xun Zi. W: Bo Mou (ed.): History of Chinese Philosophy. Routledge, 2009, s. 189–208. ISBN 0-203-00286-5.
- Paul R. Goldin: Li Si, Chancellor of the Universe. W: Paul R. Goldin (ed.): After Confucius: Studies in Early Chinese Philosophy. University of Hawai'i Press, 2005, s. 66–75. ISBN 978-0-8248-7399-8. (ang.).
- Michael Loewe: A Biographical Dictionary of the Qin, Former Han and Xin Periods (221 BC – AD 24). Brill, 2000. ISBN 978-90-04-10364-1.
- Yuri Pines: Legalism in Chinese Philosophy. The Stanford Encyclopedia of Philosophy. [dostęp 2024-03-21]. (ang.).
- Tsui Wai: Lǐ Sī. The Berkshire Dictionary of Chinese Biography. [dostęp 2024-03-12]. (ang.).

### Źródła
- Sy-ma Ts'ien: Syn smoka: fragmenty zapisków historyka. przeł. Mieczysław Jerzy Künstler. Warszawa: Czytelnik, 2000. ISBN 83-07-02780-2.